# دژو بانفی
دژو بانفی (انگلیسی: Desiderius Bánffy; ۲۸ اکتبر ۱۸۴۳ – ۲۴ مهٔ ۱۹۱۱) سیاستمدار، و دیپلمات اهل مجارستان بود. وی از ۱۴ ژانویه ۱۸۹۵ تا ۲۶ فوریه ۱۸۹۹ نخست‌وزیر پادشاهی مجارستان بود.
دژو بانفی در ۲۴ مه ۱۹۱۱، در سن ۶۷ سالگی درگذشت.